# Greasy
Greasy és una concentració de població designada pel cens dels Estats Units a l'estat d'Oklahoma. Segons el cens del 2000 tenia 387 habitants.

## Demografia
Segons el cens del 2000, Greasy tenia 387 habitants, 133 habitatges, i 109 famílies. La densitat de població era de 7,3 habitants per km².
Dels 133 habitatges en un 33,1% hi vivien nens de menys de 18 anys, en un 60,9% hi vivien parelles casades, en un 13,5% dones solteres, i en un 18% no eren unitats familiars. En el 16,5% dels habitatges hi vivien persones soles el 7,5% de les quals corresponia a persones de 65 anys o més que vivien soles. El nombre mitjà de persones vivint en cada habitatge era de 2,91 i el nombre mitjà de persones que vivien en cada família era de 3,22.
Per edats la població es repartia de la següent manera: un 26,4% tenia menys de 18 anys, un 10,9% entre 18 i 24, un 24,3% entre 25 i 44, un 26,1% de 45 a 60 i un 12,4% 65 anys o més.
L'edat mediana era de 35 anys. Per cada 100 dones de 18 o més anys hi havia 105 homes.
La renda mediana per habitatge era de 23.750 $ i la renda mediana per família de 27.143 $. Els homes tenien una renda mediana de 19.167 $ mentre que les dones 17.375 $. La renda per capita de la població era de 10.988 $. Entorn del 18,8% de les famílies i el 17,3% de la població estaven per davall del llindar de pobresa.

## Poblacions més properes
El següent diagrama mostra les poblacions més properes.